# Repo Men – Windykatorzy
Repo Men – Windykatorzy (ang. Repo Men) – amerykańsko-kanadyjski thriller science-fiction z 2010 roku w reżyserii Miguela Sapochnika.

## Fabuła
Rok 2025. Bogaci mieszkańcy Ziemi mają możliwości transplantacji narządów. Remy (Jude Law) jest windykatorem, który z Jakiem (Forest Whitaker) tropi dłużników i odbiera zaległe raty za przeszczep. Pewnego dnia ulega wypadkowi i dostaje nowe serce. Wkrótce sam staje się celem wierzycieli.

## Obsada
- Jude Law jako Remy
- Forest Whitaker jako Jake Freivald
- Carice van Houten jako Carol, żona Remy'ego
- Alice Braga jako Beth
- Liev Schreiber jako Frank Mercer, szef Remy'ego
- Chandler Canterbury jako Peter, syn Remy'ego
- RZA jako T-Bone
- Yvette Nicole Brown jako Rhodesia
- John Leguizamo jako Asbury
- Liza Lapira jako Alva
- Rob Archer jako muskularny mężczyzna